# Teófilo de Constantinopla
Teófilo o Teofilacto (c. 765 - 845, Constantinopla) fue un obispo de Nicomedia en Asia Menor, que fue desterrado por defender el culto de las sagradas imágenes en el siglo VIII.
Fue discípulo de san Tarasio, quien al darse cuenta de la vocación y dones del muchacho para la vida religiosa, decidió confiárselo a otros de sus discípulos, Miguel de Sinada, que se hallaba fundando un monasterio junto al Bósforo. Es conocido por haber construido iglesias, hospicios y casas de caridad. Fue conocido por ser el guardián de huérfanos, viudas y enfermos. Durante el reino de León el armenio (813-820 AD), Teófilacto acusó al emperador de no respetar la veneración  a las imágenes cristianas. Fue entonces cuando el santo, al ver la dureza del corazón del emperador, vaticinó terribles desgracias y pesares que caerían sobre él; el emperador, enfurecido, mandó a encarcelar al santo en un oscura y terrible celda, donde falleció treinta años después.
Es reconocido como santo por la Iglesia Ortodoxia por su incansable defensa de la fe, por los milagros realizados y por su espíritu cristiano.